# إقبال نعيم
إقبال نعيم سلمان (1377- 1447 هـ / 12 كانون الثاني/1958- 9 تموز/2025 م) ممثلة عراقية، وهي شقيقة الكاتبة والممثلة عواطف نعيم.

## سيرتها
وُلدت إقبال نعيم سلمان الساعدي يوم الأحد 22 من جُمادى الآخرة 1377هـ الموافق 12 يناير (كانون الثاني) 1958م. 
شاركت في العديد من الأعمال المسرحية في العراق، إضافة إلى مشاركات في السينما، ومن أبرزها في فلم حب في بغداد الذي أُنتج عام 1987، وشاركها فيه قاسم الملاك، وفاطمة الربيعي. 
حصلت في يناير 2010 على شهادة (دكتوراه) من قسم الفنون المسرحية بكلية الفنون الجميلة بجامعة بغداد.

## أعمالها
- هيروسترات - مسرحية.
- سيدرا - مسرحية.
- في اعالي الحب - مسرحية.
- العربة والحصان - فلم.
- ستة على ستة - فلم.
- حب في بغداد - فلم.
- خيط البريسم - مسرحية.
- مطاوع وبهية - فلم.
- سنان - رسوم متحركة.

## وفاتها
توفيت إقبال نعيم يوم الأربعاء 14 المحرَّم 1447هـ الموافق 9 يوليو (تَمُّوز) 2025م. ونعاها وزير الثقافة أحمد فكاك البدراني قائلًا: "هي قامة فنية لها بصَماتها في مسيرة الفنِّ العراقي الرصين والهادف"، وأعلنت مؤسسات ثقافية وفنية بالعراق والعالم العربي حزنها لرحيلها، مشيدة بمسيرتها الطويلة في خدمة المسرح والفن.

## روابط خارجية
- إقبال نعيم على موقع قاعدة بيانات الأفلام العربية